# 相親茶坊
《相親茶坊》 為韓國tvN綜藝節目。由劉寅娜、李笛、梁世炯、路雲共同主持，節目主軸為實際營運一家相親咖啡館，供一般民眾預約相親，而藉由一般人在相親時的談話，來看見近年來人們的愛情觀、戀愛及人生等不同面相。

第二季於2018年10月1日開播。

## 民眾申請方法
- 至申請網頁 （页面存档备份，存于）下載製作組指定的問卷，問題包含：
  1. 報名者現在有男女朋友嗎？
  2. 報名者最後一次分手的時間？為什麼？
  3. 報名者需寫下報名者心目中的理想型。
  4. 報名者需說明您想匹配的人的年齡範圍。
  5. 報名者需指定一個想要相親對方的條件，以及一個報名者想避免相親對方的條件。
  6. 報名者是否有出演過其他節目？
  7. 報名者目前正在法律訴訟中？或過去是否受過任何刑事或民事紀錄？
- 填寫完成後，回到同一網頁上傳。
- 同意製作組的肖像使用權等製作節目的必須條件。
- 製作組於2018年5月3日又再度開放申請。

## 各集內容
(以下參與者姓名皆為音譯)

(以下年齡皆為拍攝當時之韓國年齡)

| 集數 | 播放日期      | 標題                                           | 參與者 節目公開資訊 | 是否願意 再次見面 | 後續近況 回訪約會 |
| ---- | ------------- | ---------------------------------------------- | --- | ----------------- | ----------------- |
| 1    | 2018年4月1日  | 初次相親出現了                                 | 全仁哲，男，31歲，製藥公司新職員，目標交個女友。 | O                 |                   |
| 1    | 2018年4月1日  | 初次相親出現了                                 | 朴秀賢，女，27歲，百貨公司工作三年，母胎單身。 | Ⅹ                 |                   |
| 1    | 2018年4月1日  | 初次相親出現了                                 | 劉明佑，男，38歲，營運時裝業、不動產諮詢業，已經工作六年的CEO（年銷量200億韓元）。 | O                 |                   |
| 1    | 2018年4月1日  | 初次相親出現了                                 | 李承希，女，35歲，小孩的英語/美術老師。 | O                 |                   |
| 2    | 2018年4月8日  | 初次相親出現了                                 | 金大勛，男，31歲，銀行職員工作四年（前陣子剛通過升職考試，因此有空閒），夢想甜蜜戀愛。 | O                 |                   |
| 2    | 2018年4月8日  | 初次相親出現了                                 | 徐在媛，女，33歲，營運美術學院，笑容漂亮可愛。 | X                 |                   |
| 2    | 2018年4月8日  | 初次相親出現了                                 | 陳浩憲，男，33歲，廣告PD，夢想安穩的愛情。 | 保留              |                   |
| 2    | 2018年4月8日  | 初次相親出現了                                 | 任炫晶，女，31歲，有活潑魅力的護士，已經工作9年，對男性時裝很敏感，魅力是實話實說。 | 保留              |                   |
| 3    | 2018年4月15日 | 看見相親了                                     | 李大鎮，男，27歲，早上是年輕農業人，晚上是烤肉店店長，同時也是，找尋一起白手起家的女生。 | O                 |                   |
| 3    | 2018年4月15日 | 看見相親了                                     | 朴多熙，女，30歲，化妝品業客服講師，生活能力強悍，想找誠實且能一起創造未來的男生。 | X                 |                   |
| 3    | 2018年4月15日 | 看見相親了                                     | 金振宇，男，歲，熱情的律師，但說話有點快。 | O                 |                   |
| 3    | 2018年4月15日 | 看見相親了                                     | 度伊智，女，歲，鋼琴老師，喜歡活躍的運動，找尋能讓自己尊敬且有熱情的男生。 | X                 |                   |
| 3    | 2018年4月15日 | 看見相親了                                     | 朴根旭，男，33歲，化學企業公司職員，有穩重的外表，同時也有活力，個性幽默熱情兼備。 | O                 |                   |
| 3    | 2018年4月15日 | 看見相親了                                     | 朴智英，女，33歲，酒店健身室的護士，相親100次的經驗，很想結婚，想找尋和爸爸一樣穩重的男生。 | X                 |                   |
| 3    | 2018年4月15日 | 看見相親了                                     | 金正基，男，34歲，建築公司代表理事，想找自我管理且賢明的女生。 | 保留              |                   |
| 3    | 2018年4月15日 | 看見相親了                                     | 金恩晶，女，30歲，生物科技企業海外事務組，讀書對自己來說很容易，現在想陷入愛情的書蟲。目前已取得美國哥倫比亞大學入學通知，若找到另一半則會放棄留學，繼續在韓國工作。 | 保留              |                   |
| 4    | 2018年4月22日 | 你為愛情流過淚嗎？                             | 姜景浩，男，29歲，瘋狂打工的年輕人，希望40歲能當會長尋找能一起分享幸福的另一半。 | O                 |                   |
| 4    | 2018年4月22日 | 你為愛情流過淚嗎？                             | 朴信愛，女，28歲，連鎖店職員，疲於對婚姻不確定的戀愛長跑。想找認識新朋友並愉快戀愛。 | X                 |                   |
| 4    | 2018年4月22日 | 你為愛情流過淚嗎？                             | 閔Roy，男，28歲，在IT公司上班5年，是孤獨單身僑胞。想比他人更快組成家庭。 | O                 |                   |
| 4    | 2018年4月22日 | 你為愛情流過淚嗎？                             | 吳秀珍，女，32歲，皮膚科醫師，相親過50次，對於沒有心動的形式化相親厭煩。 | O                 |                   |
| 4    | 2018年4月22日 | 你為愛情流過淚嗎？                             | 玄宰成，男，31歲，網路漫畫家，單身四年，不善表達而害怕戀愛。 | O                 | EP7送畫、EP13近況 |
| 4    | 2018年4月22日 | 你為愛情流過淚嗎？                             | 車律伊，女，32歲，童話故事作家，單身七年，等待互補的藝術男出現。 | O                 | EP13近況          |
| 5    | 2018年4月29日 | 只有我知道的喜歡你的理由                       | 金柱成，男，32歲，考取精神健康醫學專業，目前正在服醫療替代役，負責大田兵務廳兵役判定業務（精神狀態部分）的醫生，想在年齡更大之前談戀愛。 | O                 |                   |
| 5    | 2018年4月29日 | 只有我知道的喜歡你的理由                       | 趙多慧，女，28歲，釜山交響樂團團員（大提琴副首席），自認為自己患有選擇困難症，先前遇到諸多不順遂的事情而導致自信感低落，想找可以引導自己的男人。 | O                 |                   |
| 5    | 2018年4月29日 | 只有我知道的喜歡你的理由                       | 金仁榮，男，34歲，建築師，顧家型男人。 父母看到節目預告而幫忙申請。 | O                 | EP13近況          |
| 5    | 2018年4月29日 | 只有我知道的喜歡你的理由                       | 宋娜英，女，31歲，婚禮策劃師（6年完成超過300對情侶），想找真摯對待婚姻的男人。 其父親希望能在自己退休前，將小女兒嫁出去。 | O                 | EP13近況          |
| 5    | 2018年4月29日 | 只有我知道的喜歡你的理由                       | 李賢敏，男，仁川海洋警察，工作日程與時間不規律，希望能找了解自己溫暖的女人。 | O                 | EP13近況          |
| 5    | 2018年4月29日 | 只有我知道的喜歡你的理由                       | 夏智賢，女，29歲，郵局職員，經常被來辦公室內的老人介紹相親對象。 | O                 | EP13近況          |
| 6    | 2018年5月6日  | 表面上看到的，並不是愛情的全部                 | 楊勝承，男，31歲，專業籃球選手出身，目前在擔任國家隊球員的個人籃球教練。希望能遇見帶領自己且開朗的女人。 | O                 |                   |
| 6    | 2018年5月6日  | 表面上看到的，並不是愛情的全部                 | 李世拉，女，27歲，室內裝潢公司職員，笑容很漂亮。自認為常常以第一印象判斷對他人的好感，因此想要開始一段戀愛很困難。希望對方是好溝通的男人。 | O                 |                   |
| 6    | 2018年5月6日  | 表面上看到的，並不是愛情的全部                 | 孫勝民，男，30歲，在外餐公司工作，有各種經歷且任何話題均能與對方順利聊天，多才多藝。 但過去有不好的經驗：踢足球受傷，結果前女友只在意約會取消，而不在意其傷勢。因此希望能遇到生病時會擔心他的女人。                                                                                             | X                 |                   |
| 6    | 2018年5月6日  | 表面上看到的，並不是愛情的全部                 | 申珠妍，女，28歲，食品公司新入職員，174公分高，自認為可愛、漂亮、清純、知性美、穩重、幽默感等都兼備的女人。同事認為其是魅力聚寶盆。 覺得戀愛可能比找到一份好工作簡單。 | X                 |                   |
| 6    | 2018年5月6日  | 表面上看到的，並不是愛情的全部                 | 趙修敏，男，30歲，中學英文老師（K大學語言學系畢），對於生活方式、風格、時裝都有強烈且非主流的個性。 | O                 |                   |
| 6    | 2018年5月6日  | 表面上看到的，並不是愛情的全部                 | 朴義琳，女，26歲，（E大學雕塑科系）休學中，目前是任紋身設計師，會柔術（目前正在上武術學校）且個性強烈，會有「想做的事情在死以前一定要都做到」的想法。 | X                 |                   |
| 7    | 2018年5月13日 | 等待愛情的話，等待的那份愛情就會來嗎？         | 權順厚，男，28歲，建築系畢業後先以廚師身分活動，現在則是廣告企劃人。想找穩扎穩打的「知性職業女性」。 | O                 |                   |
| 7    | 2018年5月13日 | 等待愛情的話，等待的那份愛情就會來嗎？         | 孫情恩，女，27歲，在韓國國內知名IT企業上班，托福考試滿分，喜歡笑、性格豁達的反應女王。 | O                 |                   |
| 7    | 2018年5月13日 | 等待愛情的話，等待的那份愛情就會來嗎？         | 鄭宇赫，男，39歲，在外國製藥公司擔任職員13年，追求高質量生活的YOLO族，有結婚的念頭。 | O                 |                   |
| 7    | 2018年5月13日 | 等待愛情的話，等待的那份愛情就會來嗎？         | 鄭在熙，女，32歲，韓國國內最重要的伊朗語翻譯專家，一直認真工作，現在稍稍休息，想要和相愛的人一起尋找微小的幸福。 | O                 |                   |
| 7    | 2018年5月13日 | 等待愛情的話，等待的那份愛情就會來嗎？         | 朴浩俊，男，27歲，船舶機械工程師，17歲就上船，希望找能理解的女性。 和製作組見面時說了自己三個優點： 1.遠洋漁船上沒有女性，女方不用擔心外遇。 2.沒有時間花錢，不知不覺中存了很多錢(最近8個月存了3000萬韓元)。 3.可以去很多國家買紀念品送給女方。                                                 | O                 | EP13近況          |
| 7    | 2018年5月13日 | 等待愛情的話，等待的那份愛情就會來嗎？         | 林宣敏，女，26歲，景觀設計師，在上一段戀情中受傷，目前正在集中於自我開發。希望找能誠摯見面的男人，而非找輕率的男人見面。 能夠接受男方長時不在身旁，如果喜歡對方的話，距離或時間都不是問題。 | O                 | EP13近況          |
| 8    | 2018年5月20日 | 喜歡傻瓜的愛著傻瓜的傻瓜                       | 郭奐容，男，30歲，化妝品開發公司職員，釜山人為了就業而來到首爾工作，受到身為鋼琴老師的媽媽影響，喜歡聽音樂、寫作的草食男。想要找能理解職場生活模式的女性。 | O                 |                   |
| 8    | 2018年5月20日 | 喜歡傻瓜的愛著傻瓜的傻瓜                       | 權藝智，女，25歲，鋼琴老師，戀愛菜鳥（大學快畢業了才第一次戀愛；全部戀愛經驗為2次，且2次都在一個月內結束），外表是戀愛高手，個性是所有都想給對方，但同時卻也很煩惱這種個性。想找和自己付出的一樣，對自己也同樣好的男性。                                                                        | O                 |                   |
| 8    | 2018年5月20日 | 喜歡傻瓜的愛著傻瓜的傻瓜                       | 高恩基，男，28歲，營運一人畫廊的藝術人，有獨特的價值觀與個性，因交往前不會過問年齡等各方面，因此曾經與大自己11歲的年上女交往過。想找對自己事業充滿熱情，且心地善良的女性，理想型是年上女。 | X                 |                   |
| 8    | 2018年5月20日 | 喜歡傻瓜的愛著傻瓜的傻瓜                       | 嚴敏智，女，32歲，工作第三年的律師，有開朗而反轉的性格，擅長撒嬌，想聽聽其他領域的話題並開心交流。 | X                 |                   |
| 8    | 2018年5月20日 | 喜歡傻瓜的愛著傻瓜的傻瓜                       | 劉碩俊，男，31歲，IT企業的職員，興趣是打掃，專長是料理，性格小心翼翼。自稱「戀愛冤大頭」，最後一次戀愛結束後，自尊心降到谷底；本來打算不婚，但看完《善茶坊》前面幾集後，戀愛細胞蠢蠢欲動而報名。                                                                                                | O                 |                   |
| 8    | 2018年5月20日 | 喜歡傻瓜的愛著傻瓜的傻瓜                       | 崔新瓏，女，31歲，綜合美術老師，在過去戀愛中一切都配合男方並付出自己的所有，但最終被男方分手。本來想要不婚，但被預計明年結婚的朋友推薦來參加《善茶坊》，同時認為參加《善茶坊》是自己人生中戀愛的最後機會。                                                                                      | O                 |                   |
| 9    | 2018年5月27日 | 要和相似的人相愛才好，還是和不同的人相愛才好？ | 朴容健，男，32歲，美軍部隊中的餐廳主管，是父母老來得子，親自申請善茶坊，父母希望對象要有穩定職業，但自己想要遇到內心美麗的對象。 | O                 |                   |
| 9    | 2018年5月27日 | 要和相似的人相愛才好，還是和不同的人相愛才好？ | 朴秀賢，女，25歲，律師秘書，曾被前男友的謊言傷害，想要遇到可靠的對象。 | O                 |                   |
| 9    | 2018年5月27日 | 要和相似的人相愛才好，還是和不同的人相愛才好？ | 尹泰成，男，30歲，經營3代相傳的香油店，因為怕太忙碌而錯失姻緣，因此申請善茶坊，希望對象能跟老人們好相處且有可慮結婚。 | O                 |                   |
| 9    | 2018年5月27日 | 要和相似的人相愛才好，還是和不同的人相愛才好？ | 鄭敏慧，女，27歲，流通公司職員，有工作和職場上都很完美的媽媽，期許自己也能成為和媽媽一樣的賢妻良母。希望對象不只是相親，而同時也認真考慮婚姻且對男方自己的事情有信心。 | O                 |                   |
| 9    | 2018年5月27日 | 要和相似的人相愛才好，還是和不同的人相愛才好？ | 朴德承，男，39歲，地震研究所組長，因周遭朋友都已婚，40歲前迫切想結婚。想要遇見同樣考慮結婚的對象，且一生能以朋友那樣相處的伴侶。 | O                 |                   |
| 9    | 2018年5月27日 | 要和相似的人相愛才好，還是和不同的人相愛才好？ | 金宣美，女，38歲，16年工作經驗的幼稚園老師，因從國中到大學一路都是就讀女校，且工作周遭都是女人而沒有遇見男人的機會。 | O                 |                   |
| 10   | 2018年6月3日  | 愛最本真的我的人                               | 趙弘俊，男，35歲，海運公司代理，已單身三年且過去6次相親失敗，喜歡音樂和讀書，希望對象能對音樂、美食、運動等方面和自己有共同語言。 | O                 |                   |
| 10   | 2018年6月3日  | 愛最本真的我的人                               | 梁智秀，女，28歲，外資藥商公司人事組，感情表現很冷靜，希望能預見準備好相愛的另一半。 | X                 |                   |
| 10   | 2018年6月3日  | 愛最本真的我的人                               | 金大漢，男，31歲，時裝模特兒，過去有9年的中國留學生活與4年海軍陸戰隊學士軍官生活經驗，想要周末無條件抽出一天陪家人。 | O                 | EP12回訪          |
| 10   | 2018年6月3日  | 愛最本真的我的人                               | 徐慧妍，女，26歲，話劇心理諮商師，原本有遇到好的對象準備結婚，前男友們卻常常對她說「沒有好好對她的自信」為分手理由 。另外爸爸建議女方要多笑；但女方姐姐覺得女方笑容不好看，建議女方不要多笑，讓女方很苦惱。                                                                                     | O                 | EP12回訪          |
| 10   | 2018年6月3日  | 愛最本真的我的人                               | 朴成賢，男，35歲，自行開業的韓醫師，因是人生第一次相親，想要特別的相親而申請。希望遇見樂觀灑脫的女性。 | O                 |                   |
| 10   | 2018年6月3日  | 愛最本真的我的人                               | 劉印拿(已正名)，女，27歲，時裝公司設計師，喜歡和媽媽一起觀看《善茶房》，也喜歡猜有幾個心的段落。本名是劉煐鉉，高中時本來想改名為劉印拿，後來剛好當時演員劉仁娜出道(印拿與仁娜的韓文同音)，因此改名叫劉印拿。理想型是年上男，去算生辰八字時也被建議要找比自己大7-8歲的男人。希望男方溫和又多情。 | O                 |                   |
| 11   | 2018年6月10日 | 我的所有都給你                                 | 許鎮英，男，26歲，在龍仁任職三年的警察，為警察家庭家中的老么。想找能接受男性常忙碌工作的女性。 | O                 |                   |
| 11   | 2018年6月10日 | 我的所有都給你                                 | 姜承熙，女，26歲，在大邱任職三年的購物中心職員，從撒嬌到生活能力都兼具，希望找能接受其撒嬌，但也能給予其指導的穩重男性。 | O                 |                   |
| 11   | 2018年6月10日 | 我的所有都給你                                 | 李赫，男，33歲，時尚設計師，希望女性與自己職業相近，且能給自己工作上的建議。 | X                 |                   |
| 11   | 2018年6月10日 | 我的所有都給你                                 | 金孝晶，女，29歲，貿易公司設計師，想遇見沉穩又踏實的男性。 | O                 |                   |
| 11   | 2018年6月10日 | 我的所有都給你                                 | 金俊研，男，28歲，花匠（平常工作時間為早上5點至晚上10點），喜歡運動，希望女性能和自己一起去健身房約會。 | O                 |                   |
| 11   | 2018年6月10日 | 我的所有都給你                                 | 李智恩，女，28歲，皮拉提斯老師，看男人與戀愛時會看面相和生辰八字，希望男性能像同社區的朋友一樣。 | O                 |                   |
| 12   | 2018年6月17日 | 無論何時都等待著相遇的那天                     | 朴亨裴，男，33歲，英國內閣資訊小組，17歲隨父親移民至英國。在英國倫敦的媽媽，因看幾集《善茶坊》後，建議他報名參加。想找與小時候記憶與情感相符的韓國女性。 | O                 |                   |
| 12   | 2018年6月17日 | 無論何時都等待著相遇的那天                     | 李妍周(已正名)，女，28歲，平面設計，上一段感情留下傷痛，因此想找體貼又溫暖的愛。 | O                 |                   |
| 12   | 2018年6月17日 | 無論何時都等待著相遇的那天                     | 朴根榮，男，26歲，男性空服員，工作之餘會關心投資，希望另一半也有經濟概念。 | O                 |                   |
| 12   | 2018年6月17日 | 無論何時都等待著相遇的那天                     | 閔承媛，女，29歲，忠州市立國樂團員（專長為奚琴），目前正在儲蓄準備結婚，希望另一半能夠好好聆聽自己說話，同時也能給予自己指引。 | X                 |                   |
| 12   | 2018年6月17日 | 無論何時都等待著相遇的那天                     | 申賢海，男，33歲，有色金屬公司的人事部主任，過去曾被派至南美玻利維亞1～2年，精通西班牙語（能力可口譯或筆譯），想遇到獨立且上進的女性。 | O                 |                   |
| 12   | 2018年6月17日 | 無論何時都等待著相遇的那天                     | 鄭多恩，女，33歲，大學醫院神經科專門醫師，為韓國同領域之介入治療的少數名醫，因為守護急診室而錯過結婚時間。 | O                 |                   |
| 13   | 2018年6月24日 | 我們依然渴望愛情                               | 本集為回顧過去善茶房開業三個多月以來的點點滴滴。 | 不適用            | 不適用            |

## 收視率
以下紀錄《相親茶坊》節目收視，紅色表示為該季度最高收視率，藍色則表示為該季度最低收視率。
| 集數 | 播出日期   | AGB尼爾森       | AGB尼爾森     | AGB尼爾森 | AGB尼爾森 | TNmS 收視率     |
| 集數 | 播出日期   | 收視率          | 收視率        | 排行      | 排行      | TNmS 收視率     |
| 集數 | 播出日期   | 大韓民國 (全國) | 首爾 (首都圈) | 所有節目  | 綜藝節目  | 大韓民國 (全國) |
| ---- | ---------- | --------------- | ------------- | --------- | --------- | --------------- |
| 1    | 2018/04/01 | 1.604%          | 1.777%        | 11        | 2         | 1.4%            |
| 2    | 2018/04/08 | 1.485%          | 1.765%        | 14        | 2         | 1.6%            |
| 3    | 2018/04/15 | 1.612%          | 1.792%        | 12        | 2         | 1.7%            |
| 4    | 2018/04/22 | 1.395%          | －            | 16        | 3         | 1.8%            |
| 5    | 2018/04/29 | 1.706%          | 1.878%        | 7         | 2         | 1.7%            |
| 6    | 2018/05/06 | 1.578%          | 1.636%        | 11        | 2         | 1.8%            |
| 7    | 2018/05/13 | 2.044%          | 2.075%        | 7         | 2         | 2.0%            |
| 8    | 2018/05/20 | 1.948%          | 2.059%        | 4         | 2         | 1.7%            |
| 9    | 2018/05/27 | 2.086%          | 2.458%        | 7         | 2         | 1.8%            |
| 10   | 2018/06/03 | 2.161%          | 2.091%        | 4         | 2         | －              |
| 11   | 2018/06/10 | 1.517%          | 1.916%        | 18        | 2         | －              |
| 12   | 2018/06/17 | 1.669%          | 1.916%        | 10        | 2         | －              |
| 13   | 2018/06/24 | 1.557%          | －            | 20        | 2         | －              |